# Falcunculus frontatus
El silbador cabezón oriental (Falcunculus frontatus) es una especie de ave paseriforme de la familia Pachycephalidae endémica de Australia, donde habita en bosques abiertos de eucalipto y zonas boscosas.

## Taxonomía
Fue descrito científicamente por primera vez por el ornitólogo británico John Latham en 1802. Originalmente esta especie incluyó a las otras especies del género Falcunculus como subespecies pero actualmente están consideradas especies diferentes.

## Descripción
Es un pájaro pequeño que mide entre los 16-19 cm de longitud. Ambos sexos presentan una cabeza blanca con una franja negra longitudinal que la divide a través del ojo, y sobre la cabeza luce una cresta negra. Cola, alas y la parte superior del pecho son de color verde oliva o parduzco mientras que las partes inferiores son de un llamativo color amarillo. Presenta una amplia mancha en la garganta y el pecho que es negra en los machos y verde oliva en las hembras lo que ayuda a diferenciar los géneros. Los machos poseen alas más amplias, son más pesados y su pico es mayor que el de las hembras. Los ejemplares inmaduros presentan el mismo patrón del plumaje en la cabeza que las aves adultas pero el resto del cuerpo tienen tonalidades más pálidas. Tiene un robusto pico negro y las patas son también de este color.

## Distribución y hábitat
Habita en una amplia región del sudeste y este de Australia, así como una pequeña zona en el noreste de Queensland.
Predominantemente ocupa bosques de eucaliptos y otras zonas boscosas. Esta predilección por los eucaliptos se debe a que tienen corteza decorticante (que se desprende en tiras) y es bajo ella donde esta ave encuentra su alimento. Sin embargo, ocupará una amplia gama de bosques incluyendo a los que presentan árboles Corteza fibrosa.

## Comportamiento
Es un pájaro diurno y sedentario que permanece la mayor parte del tiempo en el mismo territorio y la mayoría de sus movimientos son locales. Se le suele encontrar solo, en parejas o pequeños grupos de hasta 5 individuos. 
Tiene una dieta principalmente insectívora y se alimenta de cigarras, saltamontes, grillos, arañas, larvas de escarabajos, etc. A veces, puede comer frutos y semillas. Es arbóreo y se alimenta generalmente en la copa de los árboles donde busca invertebrados entre el follaje, bajo la corteza o en la madera muerta. 
Se suelen reproducir entre septiembre y diciembre. Construye su nido en alguna horquilla vertical del ramaje de la copa de los árboles, a 10-30 m sobre el suelo. Ambos padres crían los polluelos y hay registros de un tercer adulto que ayuda en la alimentación, generalmente una cría de nidadas anteriores. Las puestas consisten en dos o tres huevos que son incubados alrededor de 20 días. Los polluelos podrán abandonar el nido a los 17 días de nacer pero permanecerán bajo el cuidado paterno entre tres y seis meses. 

## Conservación
Esta especie está clasificada por la UICN como preocupación menor debido a la gran extensión de su área de distribución. Sin embargo, es raro de ver y sus poblaciones se encuentran en declive. Se encuentra amenazado por la destrucción y fragmentación de su hábitat debido a la expansión de las actividades humanas. La Temporada de incendios forestales de Australia 2019-2020 probablemente haya causado que un grave daño en la población de este ave que está aun por cuantificar. 